# Station Millom
Millom is een spoorwegstation van National Rail in Millom, Copeland in Engeland. Het station is eigendom van Network Rail en wordt beheerd door Northern Rail. Het station langs de Cumbrian Coast Line is geopend in 1850.